# كانتا ساتو
كانتا ساتو (佐藤 寛 太 ، ساتو كانتا ، من مواليد 16 يونيو 1996 فوكوكا، اليابان) هو ممثل ياباني ، وهو عضو في فرقة EXILE . اشتهر بدور ناوكي إيري في سلسلة "القبلة السمجة".